# V. R. Krishna Iyer
Pour les articles homonymes, voir Iyer (homonymie).
Vaidyanathapura Rama Krishna Iyer est un juriste et homme politique indien, né le 15 novembre 1914 au Kerala et mort le 4 décembre 2014 à Cochin.

## Biographie

### Carrière juridique
V. R. Krishna Iyer est nommé juge à la Haute Cour du Kerala en 1968, puis juge à la Cour suprême de l'Inde en 1973.

### carrière politique
Au cours des années 1950, V. R. Krishna Iyer occupe les postes de ministre de la Justice, puis de ministre de l'Intérieur de l'État du Kerala au sein du gouvernement communiste de E. M. S. Namboodiripad (en). Il est candidat à la présidence de l'Inde face à Ramaswamy Venkataraman lors des élections de 1987 (en).

## Distinctions
Il est décoré de la Padma Vibhushan en 1999.

## Ouvrages
- (en) Wandering in Many Worlds : An Autobiography, Pearson Education, 2009, 308 p. (ISBN 9788131718353, lire en ligne)